# Dick Van Arsdale
Richard Albert "Dick" Van Arsdale (Indianápolis, 22 de fevereiro de 1943 – 16 de dezembro de 2024) foi um jogador e treinador profissional de basquetebol, executivo da National Basketball Association. Ele disputou 12 temporadas na NBA: três com o New York Knicks e outras nove com o Phoenix Suns. Van Arsdale foi considerado como um dos melhores arremessadores de lance livre da NBA. Retirou-se da carreira como jogador em 1979. Em 1987, serviu como treinador do Suns, após a conturbada saída de John MacLeod. era irmão gêmeo do também basquetebolista Tom Van Arsdale.
Van Arsdale morreu de insuficiência renal em Phoenix, Arizona, em 16 de dezembro de 2024, aos 81 anos.